# 王九齡 (清朝)
王九齡（？—？），字子武，江南松江府華亭縣張堰（今上海市金山區）人，清朝政治人物。

## 生平
康熙十六年（1677年）丁巳科江南鄉試舉人，康熙二十一年（1682年）壬戌科二甲第二名進士。選翰林院庶吉士，散館授編修，官至左都御史。恬靜有雅量，能詩，《題旅店》：“曉覺茅檐片月低，依稀鄉國夢中迷。世間何物催人老？半是雞聲半馬啼。”著有《艾納山房集》。

## 家族
兄王頊齡、王鴻緒。